# Prohibido enamorarse
Prohibido enamorarse es una película cómica española estrenada el 13 de octubre de 1961, dirigida por José Antonio Nieves Conde y protagonizada por Isabel Garcés y Ángel Garasa.
Se trata de una adaptación de la obra de teatro Cosas de papá y mamá de Alfonso Paso estrenada en 1960.

## Sinopsis
El doctor Bolt cuenta el caso de Elena y Leandro, dos enfermos viudos que se quejan continuamente de sus dolencias y problemas de salud, que traen a Luisa y Julio sus respectivos hijos por la calle de la amargura. El doctor los manda a descansar a un balneario de la Costa del Sol y provoca su encuentro.

## Reparto
- Isabel Garcés como	Elena García.
- Ángel Garasa como Leandro González.
- Tere Velázquez como Luisa, Hija de Elena.
- Julio Núñez como Julio, hijo de Leandro.
- Francisco Piquer como Doctor Juan Gómez Bolt.
- Gracita Morales como Paula, criada de doña Elena.
- Rafael Bardem como	Dr. Aguirre
- Lola Gaos como Justina.
- Ángel Álvarez Fernández como El burrero.
- Irán Eory como Enfermera del Doctor Bolt.